# De Heilige Oorlog
De Heilige Oorlog is een boek van de Engelse schrijver en prediker John Bunyan uit 1682. De oorspronkelijke titel luidt The Holy War - The Losing and Taking Again of the Town of Man-soul. De schrijver gebruikte zijn ervaring in het leger om het boek te schrijven.
Net als Christenreis naar de Eeuwigheid is het werk een allegorie. Het gaat over de bekering van een mens en de strijd die daarop volgt.

## Hoofdpersonages
- El-Shaddai, God de Vader
- Vorst Immanuel, Jezus Christus
- De Hoge Secretaris, Heilige Geest
- Kapitein Weerstand, weerstand tegen zonde
- Kapitein Geloof, geloof in het christendom
- Kapitein Vreze-des-Heeren, uitvoeren van de wet
- Kapitein Mijn-Wil-is-Wet, overdenken van de wet
- Diabolus, satan
- Burgemeester in het paleis, hart van een mens

## Samenvatting
Het werk gaat over de stad Mensenziel (de ziel van een mens) die geschapen is door koning El-Shaddai (God de Vader). Op een dag verleidt Diabolus (satan) de stad en vraagt de inwoners hem tot koning te kronen (zondeval). Diabolus bezet de stad en overtuigt de inwoners ervan alles te doen wat El-Shaddai verboden heeft.
De inwoners komen op zekere dag tot inkeer, maar zijn nog steeds een slaaf van Diabolus. Om de stad te redden zenden de bewoners smeekbedes op naar El-Shaddai, die Zijn Zoon Immanuel (Jezus Christus) naar de stad stuurt om die te heroveren. De Vorst Immanuel herovert de stad, brengt de inwoners tot inkeer en schenkt hen de Hoge Secretaris (Heilige Geest).
De achtergebleven demonen in de stad, die door het leger van Immanuel niet zijn gedood, komen na Zijn vertrek in actie, door de mensen te verleiden hen toch weer los te maken van El-Shaddai. Diabolus wordt op de hoogte gesteld en komt wederom naar Mensenziel om die te heroveren. Op het moment dat legers van Diabolus naderen, zijn de mensen echter tot inkeer gekomen. Dit keer weigert El-Shaddai hun smeekbedes te verhoren, waardoor Diabolus vrij spel heeft de stad volledig te heroveren. Op dat moment zendt El-Shaddai wederom Zijn Zoon Immanuel, die, met hulp van de inwoners en achtergelaten soldaten, de stad bevrijdt van Diabolus’ bezetting. Mensenziel wordt in ere hersteld en is voortaan eigendom van El-Shaddai. Diabolus vlucht naar de hellepoort om daar nieuwe listen te bedenken.
Het boek eindigt met de raad van Immanuel aan christenen altijd uit te kijken voor verleidingen (demonen) en, als men die toch ziet, de kop in te drukken.
Het boek stelt de bekering van een christen voor en vergeving van zonde. In deze allegorie beschrijft Bunyan de strijd tussen de twee koningen die allebei heerser willen zijn in het kasteel en de stad Mensenziel willen regeren. Het gaat daarin dus om de strijd binnen in de ziel van een mens die met de bekering gepaard gaat.